# Venus (singel Iry)
Venus – trzeci singel zespołu Ira promujący płytę Ogień. Został zamieszczony na dziewiątej pozycji na krążku, trwa 2 minuty i 57 sekund i prócz piosenek Intro (1:05) i  Uwierz (2:57) jest najkrótszym utworem znajdującym się na płycie.
Tym razem na singel zespół wybrał utwór Venus. Jest to cover holenderskiego zespołu rockowego Shocking Blue, który w oryginale został nagrany w 1969 roku i trafił na płytę At Home.
Zespół Ira nagrał ten utwór w zdecydowanie cięższej hardrockowej wersji, w której nie zabrakło miejsca dla melodyjnych solówek gitarowych w wykonaniu gitarzystów Sebastiana Piekarka oraz Macieja Gładysza.
Autorem tekstu oraz kompozytorem utworu jest gitarzysta Robert van Leeuwen. Jest to jak na razie jedyny cover jaki znalazł się na płycie zespołu Ira (pierwszym miało być Come together wydane na płycie Mój dom w 1991 roku, ale ostatecznie do tego nie doszło)
Zespół zaprezentował się z tym utworem m.in. na koncercie "Przeboje Zjednoczonej Europy" 17 kwietnia 2003 roku, oraz trafił na płytę koncertową zespołu z okazji 15-lecia istnienia. W wersji koncertowej utwór jest dłuższy od wersji studyjnej, trwa bowiem 3 minuty i 52 sekundy. Przed wydaniem tej płyty, utwór Venus został wydany na singlu, który prócz płyty Ogień, promował także płytę koncertową.
Utwór Venus został zagrany także podczas wizyty grupy Ira w programie Bar 20 marca 2004 roku.
Zespół zaprezentował ten utwór także na swym urodzinowym koncercie w krakowskim klubie "Studio" w październiku 2006 roku.
Utwór bardzo dobrze radził sobie także na krajowych listach przebojów, m.in. docierając do 4 miejsca radia PiK, oraz 3 miejsca Barometru.
Venus jest regularnie do dziś granym utworem na koncertach i cieszy się dużym powodzeniem wśród fanów grupy.

## Teledysk
Utwór był promowany w telewizji także poprzez teledysk. Tym razem teledysk składał się ze zlepionych w jedną całość zdjęć oraz filmowych fragmentów, podczas których jest możliwość zobaczenia kilka koncertów grupy, spotkania z fanami, rozdawanie autografów itp. Klip do utworu cieszył się sporym powodzeniem w telewizji i do dziś często jest emitowany.

## Twórcy
Ira
- Artur Gadowski – śpiew, chórki
- Wojciech Owczarek – perkusja
- Piotr Sujka – gitara basowa, chór
- Sebastian Piekarek – gitara, chór
- Maciej Gładysz – gitara
- Marcin Bracichowicz – gitara

Produkcja
- Nagrań dokonano: sierpień 2003 - luty 2004 w Studio K&K w Radomiu
- Produkcja: Mariusz Musialski ("Elmariachi Management")
- Produkcja muzyczna: Sebastian Piekarek, Marcin Trojanowicz
- Realizacja nagrań: Marcin Trojanowicz
- Mix: Marcin Trojanowicz
- Aranżacja: Robert van Leeuwen
- Tekst piosenki: Robert van Leeuwen
- Mastering: Grzegorz Piwkowski
- Projekt okładki, multimedia: Twister.pl

## Lista utworów na singlu
CD
1. "Venus" – (Album version) – (R.van Leeuwem) – 2:57
2. "Venus" – (Live) – (R.van Leeuwem) – 3:28
3. "Venus" – (Video) – 3:04

## Opis singla
- muz./sł.: Robert van Leeuwen
- skład: Artur Gadowski, Wojciech Owczarek, Piotr Sujka, Sebastian Piekarek, Maciej Gładysz, Marcin Bracichowicz
- gościnnie: Łukasz Moskal – instrumenty perkusyjne, Marcin Trojanowicz – instrumenty klawiszowe, programowanie
- produkcja: Mariusz Musialski El Mariachi Management
- produkcja muzyczna: Sebastian Piekarek, Marcin Trojanowicz
- realizacja oraz mix nagrania studyjnego: Marcin Trojanowicz
- mastering nagrania studyjnego: Grzegorz Piwkowski
- realizacja nagrania live: Tomasz Rogula
- mix oraz mastering nagrania live: Leszek Kamiński
- zdjęcia: Andrzej Stachura
- projekt graficzny: Twister

## Notowania
| Pozycja | 31 | 31 | 30 | 30 |

- Utwór znajdował się na liście od 26 listopada, do 17 grudnia 2004 roku. Łącznie na liście znajdował się przez 4 tygodnie.

## Miejsca na listach przebojów
| Rok  | Single | Lista                          | Pozycja |
| ---- | ------ | ------------------------------ | ------- |
| 2004 | Venus  | Radio PiK                      | Nr 4    |
| 2004 | Venus  | Program III Polskiego Radia    | Nr 30   |
| 2004 | Venus  | Lista Przebojów Radia Victoria | Nr 4    |
| 2004 | Venus  | Radio Weekend Chojnice         | Nr 6    |
| 2007 | Venus  | Barometr                       | Nr 3    |